# Маломир (област Шумен)
 За другото българско село вижте Маломир (Област Ямбол).  
Маломѝр е село в Североизточна България, община Върбица, област Шумен.

## География
Село Маломир се намира на около 32 km юг-югозападно от областния център град Шумен, около 5 km североизточно от общинския център град Върбица и около 27 km юг-югоизточно от град Търговище. Разположено е в историко-географската област Герлово, северно от Върбишка планина, на около 1,5 km южно от югозападния ръкав на язовир „Тича“. Надморската височина в центъра на Маломир е около 233 m, а преобладаващият слаб наклон на терена е на североизток, където покрай селото тече вливаща се в язовир „Тича“ малка местна река, събираща водите на Топоклидере и Кумлукдере. На Топоклидере е разположен микроязовирът „Маломир“, чието водно тяло (поземлен имот с кадастрален идентификатор 12766.61.137) е в землището на град Върбица, а земнонасипната стена (46773.25.78 и 46773.25.79) – в землището на село Маломир (по данни към 24 май 2023 г.).
Климатът е умереноконтинентален.
Общински път свързва село Маломир на юг с третокласния републикански път III-7304, водещ на изток през селата Нова Бяла река, Бяла река, Тушовица и Риш до връзка с второкласния републикански път II-73. Път II-73 на север е отклонение при град Шумен от първокласния републикански път I-7, а на юг води до връзка с Подбалканския път. На запад третокласният път III-7304 води до град Върбица и връзка там с първокласния път I-7.
Землището на село Маломир граничи със землищата на: село Ловец на север; село Сушина на североизток; село Бяла река на изток; село Нова Бяла река на югоизток и юг; град Върбица на югозапад и запад; село Кьолмен на северозапад.

## Население
Числеността на населението на село Маломир според преброяванията през годините е както следва:
| \| Година на преброяване \| Численост \| \| --------------------- \| --------- \| \| 1934 \| 747 \| \| 1946 \| 782 \| \| 1956 \| 561 \| \| 1965 \| 470 \| \| 1975 \| 506 \| \| 1985 \| 563 \| \| 1992 \| 570 \| \| 2001 \| 517 \| \| 2011 \| 489 \| \| 2021 \| 430 \| |           |
| Година на преброяване | Численост |
| 1934 | 747       |
| 1946 | 782       |
| 1956 | 561       |
| 1965 | 470       |
| 1975 | 506       |
| 1985 | 563       |
| 1992 | 570       |
| 2001 | 517       |
| 2011 | 489       |
| 2021 | 430       |

Етническият състав на населението на село Маломир по данните за етническите групи според преброяването на населението през 2011 г. е както следва:
|                     | Численост | Дял (в %) |
| Общо                | 489       | 100.00    |
| Българи             | 53        | 10.83     |
| Турци               | 68        | 13.90     |
| Цигани              | 13        | 2.65      |
| Други               | ?         | ?         |
| Не се самоопределят | ?         | ?         |
| Неотговорили        | 74        | 15.13     |

## История
Селото е в България от 1878 г.
В селото са се преселили много българи, които са избягали от Турция, за да се спасят от дискриминационните процеси, които са започнали там след Балканската война и Първата световна война. В Маломир са останали и са пуснали корени много от тези бежанци. След много години от Родопите са започнали масови изселвания на цели фамилии българо-мохамедани, които са се заселвали в Маломир и околните села.
Начално училище в село Маломир е открито през учебната 1920/1921 г. Като Начално училище „Св. св. Кирил и Методий“ – село Маломир, Шуменско то съществува и действа до 2008 г., когато е закрито.. Има данни за съществуването в Маломир на частно турско училище през периода между 1923 и 1947 г.
Народно читалище „Светлина“ в село Маломир е основано през 1947 г. Към читалището функционират библиотека, състави за художествена самодейност. Читалището преустановява дейността си през 1996 г.

## Обществени институции
Село Маломир към 2023 г. е център на кметство Маломир.
В село Маломир към 2023 г. има:
- действащо читалище „Светлина – 1956“;[15][16]
- джамия;[17]
- целодневна детска градина „Мир“.[18]

## Културни и природни забележителности
Теренното археологическо проучване по брега на язовир Тича, долината на Голяма Камчия и по-малките ѝ притоци и издирването на археологически обекти югозападно от язовира в община Върбица разкриват две древни селищни могили в землището на Маломир. „Кьолменската“ селищна могила е населявана през халколита и късножелязната епоха, и е разположена на 1,9 km североизточно от селото, на 200 m северно от устието на Върбишка река в местността Мал юк. Некрополът на могилата се намира на 50 m южно в язовир Тича. Втората селищна могила е от неолита и късножелязната епоха. Тя е с диаметър 140 на 190 m и височина 6 m, разположена е на 900 m югоизточно от селото в местността Могилата.

## Редовни събития
Всяка година на 24 май в селото се организира събор.